# Guy de Roye (Militär)

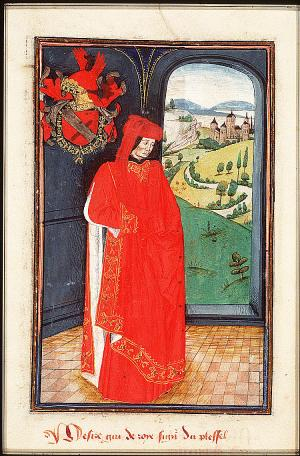
Guy de Roye im Statutenbuch des Ordens (Den Haag, KG, 76 E 10, fol. 69v)

Guy de Roye (* vor 1430; † 30. Juli 1463) war ein burgundischer Militär und Vertrauter des Herzogs Philipp der Gute. Er war Herr von Roye, Le Plessis, Talmas und Guerbigny. Gegen Ende seines Lebens wurde er in den Orden vom Goldenen Vlies aufgenommen. 

Der Militär Guy de Roye ist zu unterscheiden vom Geistlichen Guy de Roye († 1409), der u. a. ab 1390 Erzbischof von Reims war.

## Leben
Guy de Roye war der älteste Sohn von Mathieu V. de Roye (Haus Roye) und Marguerite de Ghistelles; seine Schwester Isabelle war mit dem Ordensritter Philippe de Ternant (1400–1456) verheiratet. Im Jahr 1430 ist er erstmals in burgundischen Diensten bezeugt, wird als Knappe bezeichnet, tritt aber bei der Belagerung von Compiègne bereits als Kapitän unter Jean de Luxembourg auf. Drei Jahre später ist er einer der burgundischen Kommandeure – immer noch unter Jean de Luxembourg – im Santerre und im Laonnois. 1435 wird er zum Kapitän von Soissons ernannt, verliert die Stadt aber 1436 gegen La Hire – seine heftige Reaktion darauf im Soissonnois und Laonnois ließen die Spannungen zwischen den Burgundern und Franzosen wieder aufleben.
Nach diesem Ereignis findet man ihn im Dienst des Johann von Étampes, dem Generalkapitän des Burgunderherzogs in der Picardie. 1438 ist er in dessen Auftrag Kapitän der Burg Raoulet bei Montdidier, 1442 nimmt er an einem Feldzug gegen Pierre Renauld teil, einem Kapitän der Écorcheurs, der die Burg Milly bei Beauvais besetzt hält. 1443 gehört er bei der Eroberung von Luxemburg zum picardischen Kontingent.
1448 heiratete er Jeanne de Mailly, die Tochter von Ferry de Mailly, Seigneur de Talmas, und Marie de Breban. 1449 schloss er sich dem Grafen von Saint-Pol an, als dieser Ritter und Knappen aus den „Marches de Picardie“ um sich versammelte, um für den französischen König in der Normandie gegen die Engländer zu kämpfen. Nach der Eroberung von Pont-Audemer soll er dann zum Ritter geschlagen worden sein. 
1452 kämpft er in Flandern gegen Gent im Dienst des Herzogs von Burgund, wieder unter dem Kommando Étampes'. Bei den Kämpfen um die Brücke von Spiere wird er verwundet, nimmt aber dennoch an der Schlacht von Nevele teil.
Nach 25 Jahren in burgundischen Diensten scheint Guy de Roye zu einem Vertrauten des Herzogs Philipp zu avancieren. 1456 gehört er zu dessen Gefolge in Brüssel, wird als Ratgeber und Kammerherr des Herzogs bezeichnet, wird 1461 auf dem Kapitel von Saint-Omer in den Orden von Goldenen Vlies aufgenommen, und tritt schließlich auch als einer der Erzähler in Philippe de Vigneulles’ Cent nouvelles nouvelles (1462) auf.